# 溫思羅普 (阿肯色州)
溫思羅普（英語：Winthrop）是一個位於美國阿肯色州利特爾里弗縣的城市。

## 地理
溫思羅普的座標為33°49′51″N 94°21′16″W / 33.83083°N 94.35444°W，而該地的平均海拔高度為102米（即335英尺）。

## 人口
根據2020年美國人口普查的數據，溫思羅普的面積為2.69平方千米，皆為陸地。當地共有人口116人，而人口密度為每平方千米43人。